# Авру, Жиль
Жиль Авру (фр. Gil Avérous; род. 12 июля 1973, Исудён) — французский политический и государственный деятель, министр спорта, по делам молодёжи и спортивных обществ (2024).

## Биография
Родился 12 июля 1973 года в Исудёне, один из семерых детей в семье. В 1996 году получил степень магистра по местному самоуправлению.
В 1995 году занялся политикой, состоял последовательно в Объединении в поддержку республики, Союзе за народное движение и в партии «Республиканцы». Выступал против суррогатного материнства, поскольку оно предполагает коммерциализацию человеческого тела, но поддерживал вспомогательную репродуктивную технологию как медицинскую процедуру. В декабре 2023 года вышел из партии «Республиканцы» из-за разногласий с её лидером Эриком Сьотти, который перед вторым туром голосования на президентских выборах 2022 года не призвал своих сторонников голосовать за Эмманюэля Макрона, противостоявшего Марин Ле Пен.
Начав политическую карьеру муниципальным депутатом Ле-Борд (Эндр), Авру затем работал в аппарате его мэра, а впоследствии руководил канцелярией мэра Шатору Жана-Франсуа Майе. В 2008 году сам стал мэром Фонтгенана, в 2014 году при поддержке Союза за народное движение был избран мэром Шатору, а в 2020 году переизбран. В 2018 году председатель партии «Республиканцы» Лоран Вокье назначил Авру председателем Комитета мэров (эту партийную должность он занимал до 2022 года). В 2021 году избран депутатом совета департамента Эндр, впоследствии занял там должность заместителя председателя совета. В 2022 году возглавил ассоциацию «Города Франции».
21 сентября 2024 года получил портфель министра спорта, по делам молодёжи и спортивных обществ в правительстве Барнье.
23 декабря 2024 года сформировано правительство Байру, в котором Жиль Авру не получил никакого назначения.